# Quốc huy Cộng hòa Xã hội chủ nghĩa Xô viết Liên bang Nga
Quốc huy Cộng hòa Xã hội chủ nghĩa Xô viết Liên bang Nga được sử dụng vào ngày 10 tháng 7 năm 1918, tương tự như thiết kế Quốc huy Liên Xô.
Trong hình dạng của một chiếc khiên, ở giữa là mặt trời mọc, và có những ngôi sao năm cánh màu đỏ và búa và liềm trên đỉnh, tượng trưng cho chiến thắng của chủ nghĩa xã hội. Cuốn sách hàng đầu có chữ cái đầu tiên của Cộng hòa.
Ngoại vi được trang trí với một vòng hoa tai lúa mì. Sash có một phương châm quốc gia bằng tiếng Nga, "Vô sản toàn thế giới, đoàn kết lại!" trong tiếng Nga (Пролетарии всех стран, соединяйтесь! — Proletarii vsekh stran, soyedinyaytes′!). Cộng hòa tự trị cũng có thể sử dụng quốc huy của khẩu hiệu của Liên bang Xô viết, viết tắt bằng ngôn ngữ quốc gia và viết bằng ngôn ngữ quốc gia. Quốc huy Cộng hòa Xã hội chủ nghĩa Xô viết tự trị Dagestan có đến 11 ngôn ngữ.
Năm 1993, Quốc huy Liên bang Nga dựa trên đại quốc huy của Đế quốc Nga.

## Lịch sử

Phiên bản của biểu tượng được thông qua từ năm 1918 đến 1920.

Cuộc thi tạo ra một biểu tượng chính thức cho Cộng hòa Xã hội chủ nghĩa Xô viết Liên bang Nga mới thành lập đã bị cấm vào ngày 24 tháng 1 năm 1918. Đối với phiên bản đầu tiên được đặc trưng bởi sự hiện diện của một thanh kiếm ở trung tâm (phiên bản bị chính Lenin từ chối), một thiết kế tròn được ưa thích, trong đó toàn bộ tên của nước cộng hòa Xô viết bao quanh toàn bộ biểu tượng. Phiên bản này được chính thức phê duyệt vào ngày 10 tháng 7 năm 1918, với sự bao gồm trong hiến pháp mới của nhà nước.
Năm 1920, người ta đã quyết định thay đổi hình dạng của biểu tượng, trong đó quan trọng nhất là loại bỏ phác thảo tròn và tên đầy đủ của nhà nước, giờ được thay thế bằng một từ viết tắt đơn giản. Thiết kế mới là tác phẩm của nghệ sĩ người Nga NA Andreev, và vị thế chính thức của nó đã được phê chuẩn bởi hiến pháp mới của Cộng hòa xã hội chủ nghĩa Xô viết Liên bang Nga tháng 5 năm 1925, và được duy trì trong phiên bản năm 1937.
Một sửa đổi mới đã được thực hiện vào năm 1956, khi, sau khi đưa ra các quy tắc ngữ pháp mới cho tiếng Nga, người ta đã quyết định không sử dụng dấu chấm để phân tách các chữ cái khác nhau trong các chữ viết tắt và từ viết tắt. Do đó, họ cũng bị xóa khỏi biểu tượng, không mất các đặc điểm khác. Năm 1978, biến thể cuối cùng được giới thiệu, với sự gắn kết của một ngôi sao đỏ với đỉnh của biểu tượng (một yếu tố cũng phổ biến đối với nhiều loại quốc huy của Liên Xô).
Với sự tan rã của Liên Xô và sự chấm dứt sự tồn tại của Nga Xô viết, huy hiệu đã được thực hiện thay đổi cuối cùng trong năm 1992, năm mà các từ viết tắt chỉ các nước cộng hòa Liên Xô bây giờ hòa tan được thay thế bằng tên trạng thái mới (Российская Федерация, "Liên bang Nga"). Phiên bản "tạm thời" này của quốc huy vẫn còn hiệu lực cho đến ngày 30 tháng 11 năm 1993, khi quốc huy Nga hiện tại được chính thức thông qua

## Các biến thể

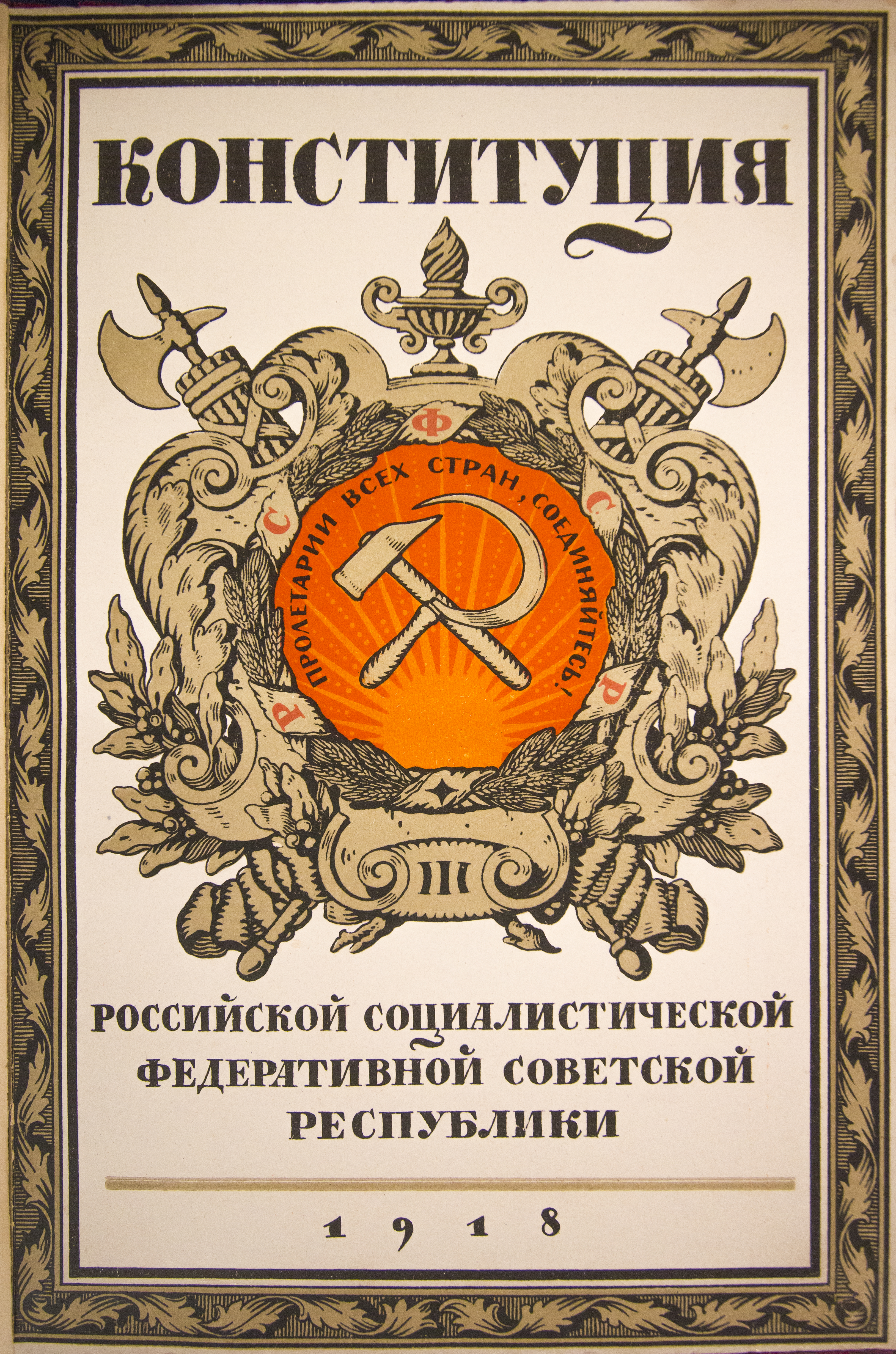
Bìa Hiến pháp Nga năm 1918
Quốc huy Cộng hòa Xã hội chủ nghĩa Xô viết Liên bang Nga (1918 – 1920)
Quốc huy Cộng hòa Xã hội chủ nghĩa Xô viết Liên bang Nga (1920 – 1956)
Quốc huy Cộng hòa Xã hội chủ nghĩa Xô viết Liên bang Nga (1956 – 1978)
Quốc huy Cộng hòa Xã hội chủ nghĩa Xô viết Liên bang Nga (1978 – 1991)